# Jarne Teulings
Jarne Teulings (* 11. Januar 2002) ist eine belgische Fußballnationalspielerin, die seit 2025 für Eintracht Frankfurt in der Bundesliga spielt.

## Karriere

### Vereinskarriere
Teulings spielte zunächst beim FC Rapide Wezemaal, dann bei Oud-Heverlee Löwen und den Ladies Genk. Seit 2020 spielt sie beim RSC Anderlecht. Mit Anderlecht nahm sie an der Qualifikation zur UEFA Women’s Champions League 2020/21 teil, bei der sie zweimal Heimrecht hatten. Zunächst konnten sie dieses nutzen und den nordirischen Meister Linfield FC mit 8:0 bezwingen, verloren aber in der zweiten Runde mit 1:2 gegen Benfica Lissabon.
Am 1. Juli 2021 wechselte sie ablösefrei zum FC Twente. In der Qualifikation zur UEFA Women’s Champions League 2021/22 scheiterte sie mit Twente nach Siegen gegen FC Nike Tiflis und Spartak Subotica an Benfica Lissabon und verpasste damit die erstmals ausgetragene Gruppenphase.
Im Juli 2022 wechselte sie zu Fortuna Sittard. Zur Saison 2024/25 wechselte sie zu Feyenoord Rotterdam. Zur Saison 2025/26 wechselte sie zu Eintracht Frankfurt.

### Nationalmannschaftskarriere
Im November 2015 lief Teulings mit 13 Jahren erstmals für die U-16 auf. Im Mai 2016 folgte ein Spiel für die U-15. Im März 2017 nahm sie mit der U-17 an der zweiten Qualifikationsrunde zur U-17-Fußball-Europameisterschaft der Frauen 2017 teil. Zwei Siege gegen Griechenland und Russland reichten aber nicht, um die Endrunde zu erreichen, da sie gegen Frankreich verloren. Beim nächsten Anlauf im September erzielte sie in der ersten Runde beim 7:0 gegen Weißrussland ihr erstes Länderspieltor. Mit einem weiteren Sieg gegen Mazedonien und einem Remis gegen die gastgebenden Serbinnen erreichten sie die zweite Runde. In dieser konnten sie beim Turnier im März 2018 in den Niederlanden nur gegen Rumänien gewinnen. Durch Niederlagen gegen Portugal und die Gastgeberinnen verpassten sie die Endrunde. Auch beim nächsten Versuch im September überstanden sie die erste Runde bei einem Turnier in Portugal souverän mit drei Siegen, wobei sie beim 2:1-Sieg gegen Portugal beide Tore für ihre Mannschaft erzielte. Die zweite Runde Ende März 2019 war dann aber wieder Endstation. Zwar konnten sie diesmal zwei Spiele gewinnen, durch eine Niederlage gegen Österreich wurde aber die Endrunde verpasst. Im Juli nahm sie dann aber mit der U-19 an der Endrunde der U-19-Fußball-Europameisterschaft der Frauen 2019 teil. Die Belgierinnen verloren beim Turnier in Schottland aber alle drei Spiele. Im September nahm sie dann mit der Mannschaft an der ersten Qualifikationsrunde zur nächsten U-19-EM teil. Beim Turnier in Bosnien und Herzegowina konnten sie alle drei Spiele gewinnen, u. a. mit 17:0 gegen Armenien. Die zweite Runde sollte im April 2020 stattfinden, wurde aber wegen der COVID-19-Pandemie wie auch die Endrunde abgesagt.
Im September 2020 wurde sie dann für das erste Länderspiel der A-Nationalmannschaft Belgiens nach der Pandemie-bedingten Länderspielpause in der Qualifikation zur EM 2022 nominiert. Sie kam aber erst am 27. Oktober beim 9:0-Sieg gegen Litauen zu ihrem Debüt, als sie in der 77. Minute eingewechselt wurde. Beim abschließenden 4:0-Sieg am letzten Spieltag gegen die Schweiz, mit dem sich die Belgierinnen zum zweiten Mal für die Endrunde qualifizierten, saß sie auf der Bank.
In den ersten sieben Spielen der Qualifikation für die WM 2023 wurde sie  dreimal ein- und viermal ausgewechselt. Beim 19:0-Rekordsieg am 25. November 2021 gegen Armeninien erzielte sie ihre ersten beiden Tore für die Red Flames. Der Sieg war nicht nur der höchste Sieg der Belgierinnen, sondern auch für fünf Tage der höchste Sieg einer europäischen Frauen-Nationalmannschaft, denn am 30. November gewannen die Engländerinnen mit 20:0 gegen Lettland. Für die EM-Endrunde 2022 wurde sie in den vorläufigen Kader aufgenommen, dann aber nicht mit nach England genommen.
Da erstmals das Abschneiden bei der WM, für die sich die Belgierinnen nicht qualifizieren konnten, für die europäischen Teams nicht entscheidend für die Qualifikation zu den Olympischen Spielen 2024 war, hatten die Belgierinnen noch die Chance sich über die UEFA Women’s Nations League 2023/24 für die Spiele in Paris zu qualifizieren. Die Belgierinnen konnten zwar das erste Spiel daheim gegen Ex-Europameister Niederlande und später auch das Heimspiel gegen Europameister England gewinnen, gegen Schottland gab es aber nur Remis und die Auswärtsspiele gegen die Niederlande und England wurden verloren. Damit verpassten sie als Gruppendritte nicht nur das Final Four Turnier, bei dem um zwei Olympiatickets gespielt wurde, sondern mussten auch in die Relegation. Hier setzten sie sich aber mit zwei 5:1-Siegen gegen Ungarn durch, so dass sie in Liga A bleiben. Jarne hatte nur in einem Gruppenspiel und beiden Play-off-Spielen Kurzeinsätze.
In der für die Belgierinnen letztlich doch erfolgreich verlaufenen Qualifikation für die EM 2025 wurde sie in zwei von vier Gruppenspielen und den ersten beiden Play-off-Spielen eingesetzt.
Am 11. Juni wurde sie für den EM-Kader nominiert. Sie kam in den drei Gruppenspielen zum Einsatz, schied mit der Mannschaft aber als Gruppendritte nach der Vorrunde aus.

## Erfolge
- Belgische Meisterin 2020/21